# Circuito Internacional de Corea
El circuito Internacional de Corea, también llamado circuito de Yeongam, es un circuito de carreras semipermanente ubicado en el condado de Yeongam, provincia de Jeolla del Sur (Corea del Sur). Mide 5,615 metros de longitud y se terminó de construir en el año 2010.
En este circuito se celebraba el Gran Premio de Corea del Sur de Fórmula 1 desde la temporada 2010. La carrera estaba confirmada en principio hasta el año 2021, pero esta solo se celebró hasta 2013.

## Trazado
El circuito tiene un recorrido total de 5.450 metros. Hermann Tilke fue el arquitecto principal del proyecto, y los financiadores fueron la provincia y la empresa M-Bridge Holdings.
La localización del circuito se basó en dos zonas; una zona fija, con un recorrido menor permanente, y una zona urbana provisional que es la extensión del circuito permanente..
En cuanto a la parte técnica se refiere, el trazado se divide en tres partes: el primer sector es una zona rápida, con curvas cerradas y largas rectas; el 2.º sector, tras una secuencia de tres curvas lentas, es una combinación de curvas rápidas y abiertas dentro del trazado permanente; y el último sector, que alterna muy seguidamente curvas lentas junto a la bahía, para acabar finalmente en la línea de meta.
El piloto de Hispania Racing Team, Karun Chandhok, fue el primer piloto de Fórmula 1 en correr en el circuito, dio 15 vueltas en un Red Bull de demostración con un motor V10, mientras las obras estaban sin finalizar.

## Controversia de 2010
El Gran Premio de Corea del Sur de Fórmula 1 celebrado en octubre de 2010 estuvo en duda hasta semanas antes del evento. El entonces dueño de la categoría, Bernie Ecclestone, criticó negativamente la organización del evento. Sin embargo, tras la inspección por parte de la FIA los días 11 y 12 de octubre de 2010, el circuito obtuvo el visto bueno. El motivo de este hecho fue que el circuito estaba sin acabar, ya que era una nueva localización para el deporte y tuvo que ser construido en poco tiempo para albergar la disputa del campeonato en las fechas acordadas.
El asfalto que apenas llevaba vertido unos días, había tribunas sin armar y muchos otros problemas de infraestructura. La salida de boxes no pudo ser acabada y en su lugar se optó por colocarla de manera improvisada en la primera curva.
Los entrenamientos no supusieron un problema en el fin de semana, exceptuando el poco agarre de la pista, pero al llegar el domingo los problemas se vinieron de golpe. A la hora de la carrera, las nubes de Yeongam estaban echando agua a rabiar, encharcando por completo el piso. El circuito no contaba con un buen sistema de drenajes, debido a los atrasos en las obras. Si a esto se le suma que nunca se había rodado en ese lugar con la pista mojada, la carrera fue retrasada por motivos de seguridad. La visibilidad de los pilotos no era la adecuada, hasta que el vehículo de seguridad decidió entrar y relanzar la carrera.

## Cancelación del Gran Premio
El Gran Premio de Corea del Sur tenía contrato hasta 2021, pero el 4 de diciembre de 2013, la FIA anunció que este Gran Premio no se celebraría en la temporada 2014, por problemas con los patrocinadores, y en enero de 2015 se quitó del calendario de la temporada 2015, al que había sido agregado a último momento.

## Ganadores

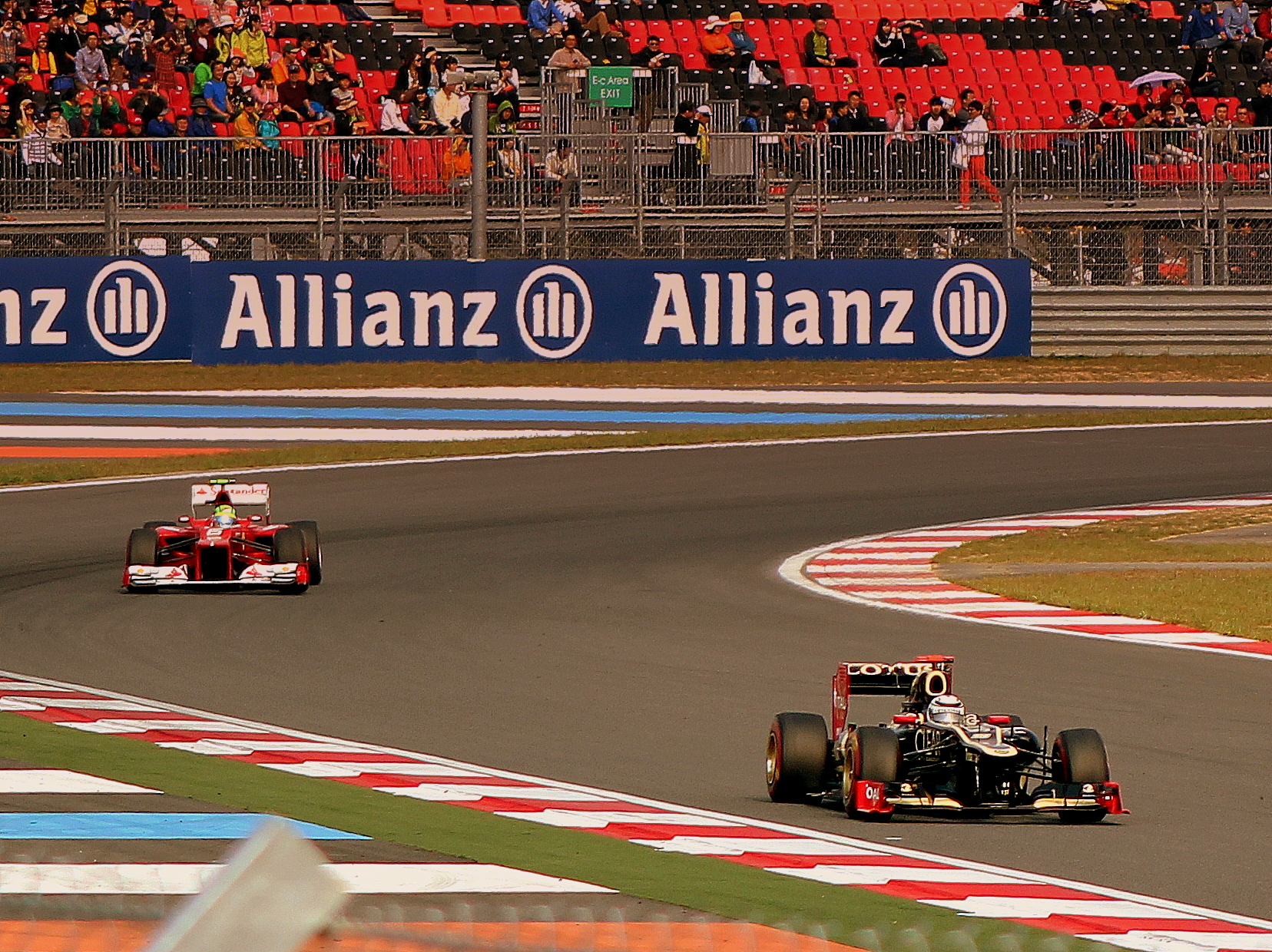
Gran Premio de Corea del Sur de 2012.